# 拉戈維斯塔 (加利福尼亞州)
拉戈維斯塔（英語：Largo Vista）是位於美國加利福尼亞州洛杉磯縣的一個非建制地區。該地的面積和人口皆未知。

## 地理
拉戈維斯塔的座標為34°25′37″N 117°45′58″W / 34.42694°N 117.76611°W，而該地的平均海拔高度為1439米（即4721英尺）。